# Master of Science
Master of Science (latinsky Magister Scientiae, ve zkratce M.S., MS, M.Sc., MSc či MSc., příp. z lat. Scientiae Magister někdy též ve zkratce S.M., SM, Sc.M. či ScM) je titul magisterského stupně (master's degree) typický pro anglosaský svět. Českým ekvivalentem je titul Mgr./Ing.

## Další informace
Master of Science obvykle stojí v určitém kontrastu s titulem Master of Arts. Titul Master of Science bývá většinou udělován v oblastech vědy, která je více či méně spjata s matematikou, typicky se jedná o přírodní vědy, technické vědy, resp. inženýrství, ale také o medicínu a další obdobné vědy (srov. exaktní věda), nicméně různé univerzity či vysoké školy ve světě mají různé konvence, tradice a zvyklosti, takže může být udílen i v odlišných oblastech vědy. Získat jej lze v řadě zemí světa, např. ve Spojeném království, Spojených státech amerických nebo v Německu.
Pod Science se obvykle v anglosaském světě rozumí spíše uvedené oblasti vědy (lze se setkat s překladem magistr věd, pod Arts pak mohou být zahrnovány spíše ty humanitní vědy a společenské vědy). Tento stupeň kvalifikace (titul) je udělován po úspěšném dokončení vysoké školy, obdobně jako je tomu v Česku. V Česku je obvyklým ekvivalentem magisterský studijní program (blíže ISCED). Nejčastěji se může jednat o inženýra (zkratka Ing.), zatímco pro Master of Arts může být obvyklejším ekvivalentem magistr (zkratka Mgr.), nicméně může existovat řada odlišných případů v závislosti na zemi, konvencích, instituci atp.
V různých částech světa se dnes užívá různý zápis a pravopis zkratek titulu, např. ve Spojených státech amerických se tyto zkratky píší především s tečkami, zatímco ve Spojeném království, Kanadě, Austrálii či na Novém Zélandu se často zkracuje bez teček, v jiných částech světa (např. Afrika) se zvyklosti mohou opět různit. Na školách ve světě nebo na zahraničních vysokých školách v Česku, či na jejich pobočkách, může být možné tento titul také získat a příp. jej v Česku i uznat (tzv. nostrifikovat). Držitel této kvalifikace může také usilovat i o doktorát (Ph.D.).
Studium ve světě vedoucí k získání Master of Science může být obvykle jednoleté až tříleté jako tomu bývá u magisterského studia v případě Česka. Ve většině zemí včetně Česka či Německa je předpokladem ke studiu vedoucímu k udělení Master of Science úspěšně dokončené bakalářské studium. V ČR se toto studium/titul řadí spíše do kategorie profesních titulů, které jsou založeny hlavně na studiu a zdokonalování praktických dovedností. A to hlavně díky zákonu č. 111/1998 Sb. kde tento titul a studium nejsou řazeny mezi akademické.
Master of Science (MS) spolu s Master of Arts (MA) jsou základní graduální stupně kvalifikace ve Spojených státech amerických, Master of Science může obvykle předcházet získání Bachelor of Science (BS), respektive obdobně Bachelor of Arts (BA). Pokud se zkratky těchto titulů užívají, píší se za jménem odděleny čárkou. Akademické tituly této kvalifikace – magisterské (i ty bakalářské), se však ve světě běžně neužívají, resp. nepíší, běžně tak bývají užívány až tituly vyšší – doktorské (akademicko-vědecké, tj. Ph.D., DSc apod.).